# Adrian Poniński
Adrian Poniński herbu Łodzia – miecznik poznański w latach 1658-1676.
Był elektorem Michała Korybuta Wiśniowieckiego z województwa kasliskiego w 1669 roku, podpisał jego pacta conventa.